# Telz

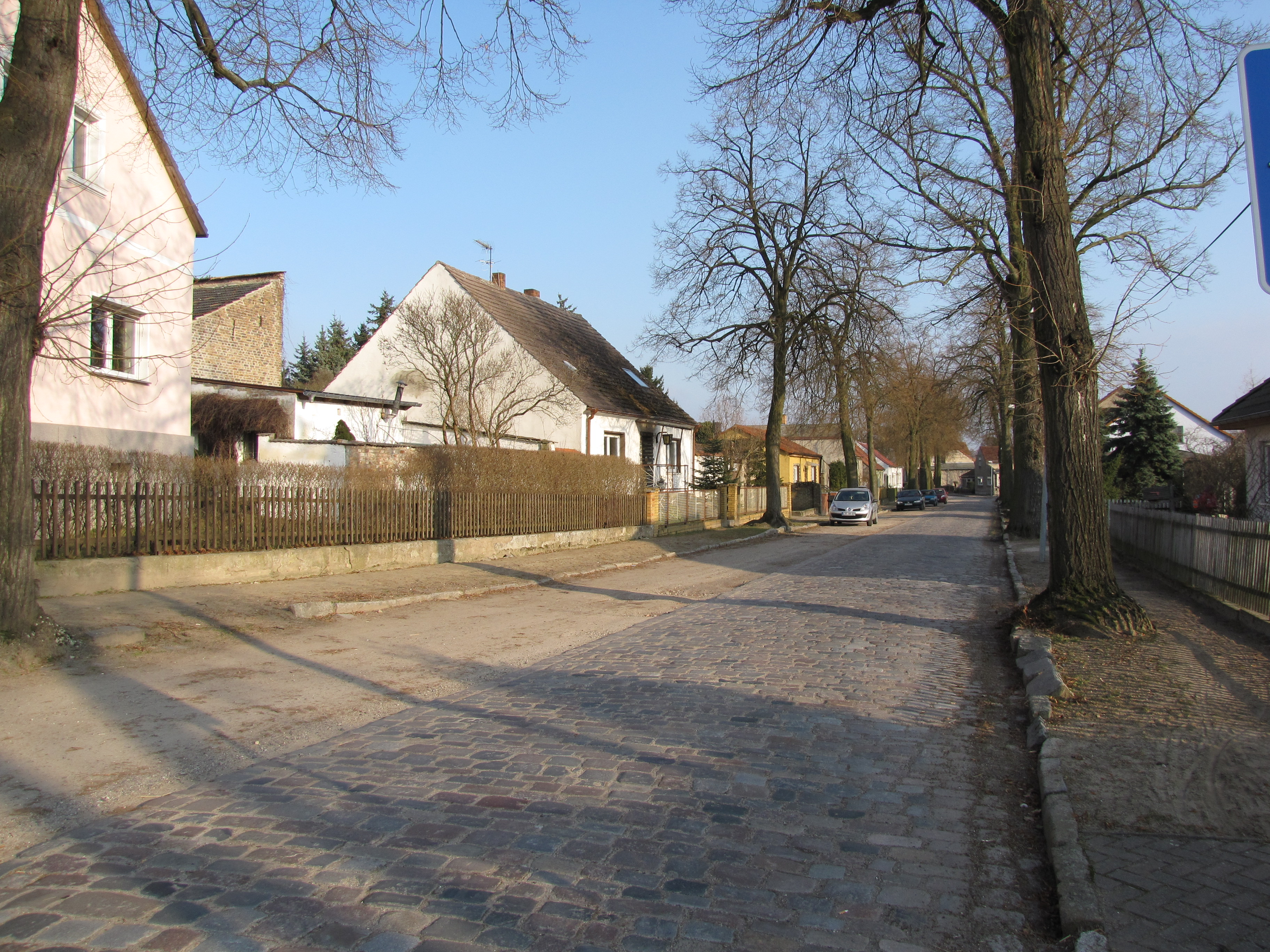
Blick nach Osten in die Feldstraße

Telz ist Ortsteil der Stadt Mittenwalde im Landkreis Dahme-Spreewald (Brandenburg). Bis zur Eingemeindung nach Mittenwalde war Telz eine eigenständige Gemeinde. Es gehörte zum Zeitpunkt der ersten urkundlichen Nennung zum Amt Zossen und vor 1490 sehr wahrscheinlich zur Herrschaft Zossen.

## Geographische Lage
Telz liegt im Westen des Stadtgebietes von Mittenwalde. Es grenzt im Norden an Groß Machnow (Ortsteil der Gemeinde Rangsdorf), im Westen und Südwesten an die Stadt Zossen und deren Gemeindeteil Dabendorf, im Süden an Schöneiche (Ortsteil der Stadt Zossen), und im Südosten über eine kurze Strecke an Gallun (Ortsteil der Stadt Mittenwalde) und im Osten an die Kernstadt Mittenwalde selber.
Telz liegt auf einer größeren Talsandinsel, die östlich von einer eiszeitlichen Abflussrinne begrenzt ist, im Süden von der Notteniederung, im Westen von Prierossee und Pfählingsee und im Norden von einem Zwischenurstromtal, das sich vom Nuthegraben, südlich von Jühnsdorf, Rangsdorfer See und Groß Machnow nach Mittenwalde erstreckt. Direkt südlich vom Dorf befindet sich der Nottekanal, an dem teilweise die Grenze zur Nachbargemeinde Zossen verläuft, nördlich von Telz die Niederung des Zülowkanals.

## Geschichte

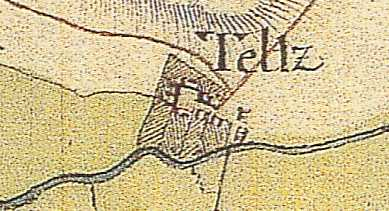
Telz auf der Schmettauschen Karte von 1767–87. Hier ist noch das ursprüngliche, rechteckige Sackgassendorf gut zu erkennen

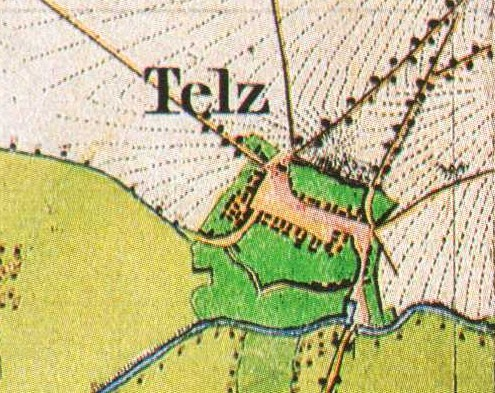
Telz auf dem Urmesstischblatt von 1840

Telz wurde erst sehr spät 1501 erstmals urkundlich erwähnt. Der Name lässt sich nach Gerhard Schlimpert aufgrund der sehr späten Nennung nicht mehr sicher deuten, zumal es in der Ersturkunde als Tentz verschrieben ist. Er diskutiert zwei Möglichkeiten. Er könnte von einem Personennamen *Telek mit j-Suffix, also *Tel-č abgeleitet sein. Schlimpert vergleicht damit den polnischen Personennamen Cioŀek = Bullenkalb, Kalb oder den tschechischen Personennamen Telc. Die andere Möglichkeit ist ein Vergleich mit dem Namen der Wüstung Telz bei Dahlenwarsleben (Ortsteil der Gemeinde Niedere Börde in Sachsen-Anhalt), deren Namen früher überliefert ist. 1219 lautete er Teltitz, 1462 Teltze und 1588 Teltz. Hier kann man eine Grundform *Telt-c- oder *Teltici annehmen, die als „Leute an oder von der Telte“ zu deuten ist. Telz liegt nur 20 km östlich von Teltow und der Telte. Vor dem Brand von 1840 und dem Wiederaufbau war Telz ein etwa Ost-West-ausgerichtetes, im Westen endendes Sackgassendorf.
Zum Zeitpunkt der ersten urkundlichen Nennung gehörte es zum Amt Zossen. Nach dem Erbregister des Amtes Zossen hatte Telz „seit alters“ 17 Hufen, die von 16 Bauern bewirtschaftet wurde. Jeder Bauer hatte eine Hufe, lediglich der Lehnschulze hatte zwei Hufen. Die Hufe hatte 17 Morgen und 216 Quadratruten (ungefähr 7,5 ha). Es lebten drei Kossäten im Ort, darunter war auch der Schankwirt, der den Krug betrieb. Der Ort hatte Fischereirechte in der Notte. 1624 wurden neben den 16 Bauern vier Kossäten und ein Hirte in Telz vermeldet. Telz scheint den Dreißigjährigen Krieg besser als viele andere Ortschaften der näheren Umgebung überstanden zu haben. 1652 gab es bereits wieder 14 Bauern und drei Kossäten im Dorf. Und nur drei Jahre später waren wieder alle Bauernhöfe besetzt. 1755 wurden neben den 16 Bauern und den drei Kossäten zwei Büdner, drei Hirten und ein Schulmeister genannt. Die Gemarkung war nicht in ordentliche Hufen eingeteilt, sondern bestand aus einzelnen kleinen Stücken. Einer der Kossäten betrieb den Schankkrug. 1771 wurden 19 Giebel (= Wohnhäuser) gezählt, 1801 waren es 26 Feuerstellen (= Haushaltungen). 1840 brannte das Dorf komplett ab und wurde als Straßendorf wieder aufgebaut. 1858 wurden erstmals ein Grobschmiedemeister und ein Schneidergeselle genannt. 1860 hatte der Ort zwei öffentliche, 33 Wohn- und 86 Wirtschaftsgebäude, darunter eine Leinölfabrik und eine Getreidemühle. Im Jahr 1900 wurden 46 (Wohn-)Häuser gezählt und 1931 65 Wohnhäuser. 1945 wurden im Rahmen der Bodenreform 159 ha enteignet, davon gingen 130 ha an Kleinbauern und Altbauern. 1952 wurde eine LPG vom Typ III gegründet, die 1955 bereits 226 ha Nutzfläche bewirtschaftete und 30 Mitglieder hatte. 1961 hatte die LPG 109 Mitglieder bei 676 ha bewirtschafteter Nutzfläche.

## Einwohnerentwicklung
| Jahr | Einwohner                              |
| ---- | -------------------------------------- |
| 1583 | ca. 80 bis 100 (16 Bauern, 3 Kossäten) |
| 1734 | 130                                    |
| 1772 | 148                                    |
| 1801 | 166                                    |
| 1817 | 159                                    |
| 1840 | 192                                    |
| 1858 | 249                                    |
| 1895 | 335                                    |
| 1925 | 390                                    |
| 1939 | 489                                    |
| 1946 | 595                                    |
| 1964 | 388                                    |
| 1971 | 357                                    |
| 1981 | 382                                    |
| 1991 | 326                                    |
| 2001 | 409                                    |

Bevölkerungsentwicklung von 1583 bis 2001 (1734 bis 1971 aus dem Historischen Ortslexikon, 
1981 bis 2001 aus dem Historischen Gemeindeverzeichnis)

## Politische Geschichte
Telz gehörte 1501 zum Zeitpunkt der ersten urkundlichen Nennung bereits zum Amt Zossen. Das Amt Zossen war aus der Herrschaft Zossen entstanden, die 1490 durch brandenburgischen Kurfürsten Johann Cicero gekauft worden war. Im Zuge der Herausbildung der Kreisordnung im 16. und 17. Jahrhundert kam das Amt Zossen zum Kreis Teltow, zur Unterscheidung vom eigentlichen (hohen) Teltow, wurde das Amt Zossen zusammen mit den Ämtern Trebbin und Wusterhausen/Teupitz auch Ämterkreis genannt. Das Amt Zossen wurde 1872 aufgelöst. 1952 wurde der Kreis Teltow aufgelöst und in drei kleinere Kreise zerschlagen. Telz kam zum neuen Kreis Zossen. 1992 schloss sich Telz mit den Gemeinden Brusendorf, Gallun, Motzen, Ragow, Schenkendorf, Töpchin und der Stadt Mittenwalde zum Amt Mittenwalde zusammen. Mit der Kreisreform 1993 wurde Telz nicht dem Landkreis Teltow-Fläming, wie der restliche Kreis Zossen, sondern dem Landkreis Dahme-Spreewald zugeordnet. Am 26. Oktober 2003 wurde Telz per Gesetz in die Stadt Mittenwalde eingegliedert, das Amt Mittenwalde aufgelöst. Es ist seither ein Ortsteil der Stadt Mittenwalde.

## Verkehrsanbindung
Telz liegt vor der südöstlichen Stadtgrenze von Berlin und ist von dort über die Bundesautobahnen 113 und 13 zu erreichen, die zweite (Mittenwalde) oder dritte (Bestensee) Abfahrt nach dem Schönefelder Kreuz. Die Bundesstraße 246 führt durch den Ort. Er ist daher auch von Zossen und der B 96 aus erreichbar. Eine weitere kleine Straße (K6156) zweigt zwischen Groß Machnow und Dabendorf von der B 96 nach Telz ab.
Telz ist an Werktagen über folgende Buslinien der RVS und von Herz-Reisen zu erreichen:
728 Königs Wusterhausen – Schenkendorf – Mittenwalde – Telz
729 Mittenwalde – Telz (nur an Schultagen)
789 Dabendorf – Zossen – Telz – Schöneiche (Zossen) – Kallinchen (nur an Schultagen)
790 Königs Wusterhausen – Schenkendorf – Mittenwalde – Telz – Zossen – Dabendorf – Groß Machnow – Rangsdorf

## Belege